# 1. liga národní házené mužů 1989/1990
1. liga národní házené mužů 1989/90 byla v Československu nejvyšší ligovou soutěží mužů v házené. Zúčastnilo se jí 12 klubů, titul získalo družstvo LIAZ Přerov. V předchozí sezóně se hrál ročník 1988/89, v následující sezóně ročník 1990/91.

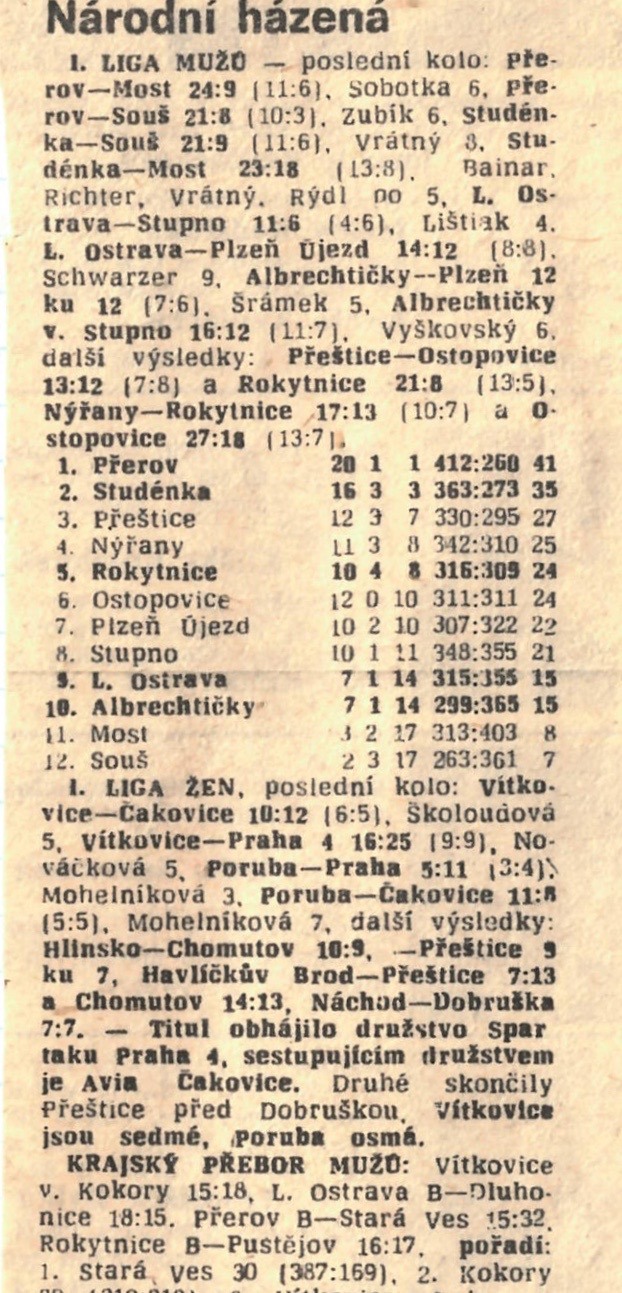
Výstřižek z novin roku 1990 Moravskoslezského kraje

## Stupně vítězů
| Zlato       | Stříbro     | Bronz       |
| ----------- | ----------- | ----------- |
| LIAZ Přerov | SK Studénka | TJ Přeštice |

## Systém soutěže
Nejvyšší soutěže v národní házené mužů na území ČR se v sezóně 1989/90 zúčastnilo celkem 12 klubů. Hrálo se dvoukolově systémem každý s každým, kluby na 11. a 12. místě sestoupily.

## Rozmístění klubů v jednotlivých krajích
| Kraj            | Počet klubů | Kluby                                 |
| --------------- | ----------- | ------------------------------------- |
| Plzeňský        | 4           | Přeštice, Nýřany, Plzeň-Újezd, Stupno |
| Ústecký         | 2           | Souš, Most                            |
| Jihomoravský    | 1           | Ostopovice                            |
| Olomoucký       | 2           | Přerov, Rokytnice                     |
| Moravskoslezský | 3           | Studénka, Albrechtičky, Ostrava       |

## Tabulka
| Poř. | Tým                | Z  | V  | R | P  | VG  | OG  | B  |
| ---- | ------------------ | -- | -- | - | -- | --- | --- | -- |
| 1.   | LIAZ Přerov        | 22 | 20 | 1 | 1  | 412 | 260 | 41 |
| 2.   | Studénka           | 22 | 16 | 3 | 1  | 363 | 273 | 35 |
| 3.   | Přeštice           | 22 | 12 | 3 | 7  | 330 | 295 | 27 |
| 4.   | Nýřany             | 22 | 11 | 3 | 8  | 342 | 310 | 25 |
| 5.   | Rokytnice          | 22 | 10 | 4 | 8  | 316 | 309 | 24 |
| 6.   | Ostopovice         | 22 | 12 | 0 | 10 | 311 | 311 | 24 |
| 7.   | Plzeň-Újezd        | 22 | 10 | 2 | 10 | 307 | 322 | 22 |
| 8.   | Stupno             | 22 | 10 | 1 | 11 | 348 | 355 | 21 |
| 9.   | Lokomotiva Ostrava | 22 | 7  | 1 | 14 | 315 | 355 | 15 |
| 10.  | Albrechtičky       | 22 | 7  | 1 | 14 | 299 | 365 | 15 |
| 11.  | VTJ Most           | 22 | 3  | 2 | 17 | 313 | 403 | 8  |
| 12.  | Souš               | 22 | 2  | 3 | 17 | 263 | 361 | 7  |

Poznámky: Z = Odehrané zápasy; V = Vítězství; R = Remízy; P = Prohry; VG = Vstřelené góly; OG = Obdržené góly; B = Body